# Leo Marks
Leopold Samuel Marks, MBE (Londen, 24 september 1920 – Londen, 15 januari 2001) was een Engelse schrijver, scenarioschrijver en cryptograaf. Tijdens de Tweede Wereldoorlog leidde hij voor de geheime organisatie Special Operations Executive (SOE) het codebureau dat verzetsmensen in bezet Europa ondersteunde.
Na de oorlog werd Marks toneelschrijver en scenarist. Voor zijn scripts maakte hij vaak gebruik van zijn ervaringen met cryptografie uit de oorlogstijd. Hij schreef het script voor de controversiële film Peeping Tom, geregisseerd door Michael Powell, die een rampzalig effect had op de carrière van Powell. Later werd deze film door Martin Scorsese beschreven als een meesterwerk. Tegen het einde van zijn leven publiceerde Marks Between Silk and Cyanide, een persoonlijke geschiedenis van zijn ervaringen tijdens de oorlog, waarin hij kritisch was over het leiderschap van SOE.

## Jeugd
Leo Marks was de zoon van Benjamin Marks, mede-eigenaar van Marks & Co, een antiquarische boekhandelaar in Charing Cross Road in Londen. Leo maakte al op jonge leeftijd kennis met cryptografie, toen zijn vader hem wees op Edgar Allan Poe’s verhaal The Gold-Bug.
Hierdoor was zijn interesse voor cryptoanalyse gewekt en oefende hij zijn vaardigheid in codebreken door de geheime prijscodes te ontcijferen die zijn vader in de omslagen van boeken schreef. De boekhandel werd vervolgens beroemd vanwege het boek 84, Charing Cross Road, dat gebaseerd was op correspondentie tussen de Amerikaanse schrijfster Helene Hanff en Frank Doel, een significante klant van Marks’ winkel.

## Cryptografie

### Diensttijd bij SOE
Marks werd tijdens het vervullen van zijn dienstplicht vanaf januari 1942 in Bedford opgeleid als cryptograaf. Daarbij legde hij het vermogen aan de dag om in een paar uur berichten te ontcijferen waar anderen een week voor nodig hadden. Zijn opleiders en superieuren beschouwden Marks als een buitenbeentje en daarom kreeg hij de nieuw gevormde Special Operations Executive (SOE) in Baker Street toegewezen, in tegenstelling tot de rest van zijn lichting die naar het belangrijkste Britse ‘codebreekcentrum’ in Bletchley Park werd gestuurd.
SOE was opgericht om agenten te trainen om achter de vijandelijke linies in bezet Europa te opereren en lokale verzetsgroepen te helpen. SOE is wel beschreven als "een mix van briljante hersenen en prutsende amateurs". In Between Silk and Cyanide schreef Marks dat hij zijn aankomst op SOE als onprettig had ervaren, omdat het hem de hele dag kostte om een code te ontcijferen waarvan zijn superieuren verwachtten dat hij die binnen 20 minuten zou kraken; dit voorval was te wijten aan het feit dat SOE –niet ongebruikelijk– was vergeten de codesleutel erbij te leveren.
Zelf ontwikkelde Marks zich tot de kundigste cryptoloog bij SOE, die betrokken werd bij ieder schijnbaar onoplosbaar decoderingsprobleem en altijd een oplossing vond.
In de tweede helft van de Tweede Wereldoorlog heeft Marks veel geallieerde agenten gebrieft voordat zij naar bezet Europa werden gestuurd; onder hen waren Noor Inayat Khan, het team van vier Noorse saboteurs voor operatie Grouse (later Swallow) ter voorbereiding van Operatie Freshman en Operatie Gunnerside in Telemark en zijn goede vriend 'Tommy' Yeo-Thomas (bijgenaamd 'het witte konijn'). In een interview, toegevoegd aan de dvd van de film Peeping Tom, citeerde Marks generaal Dwight Eisenhower, die heeft gezegd dat het werk van Marks’ groep de oorlog met drie maanden heeft bekort en veel levens heeft gered.

### Praktische verbeteringen
Een van Marks’ eerste uitdagingen was om dubbele-transpositiecijfers geleidelijk te laten verdwijnen met behulp van sleutels op basis van vooraf geselecteerde gedichten. Deze gedichtencijfers hadden het beperkte voordeel dat ze gemakkelijk te onthouden waren. Grootste nadelen waren de marginale cryptografische beveiliging, substantiële minimum groottes van de berichten (korte waren gemakkelijk te kraken) en het feit dat de complexiteit van deze methode coderingsfouten veroorzaakte.
De cryptografische beveiliging werd door innovaties van Marks aanzienlijk verbeterd, vooral door zijn "uitgewerkte sleutels". Aan hem wordt de uitvinding van het one-time pad toegeschreven; maar hoewel hij deze methode zelfstandig en onafhankelijk ontdekte, kwam hij er later achter dat zij al in gebruik was op Bletchley Park.

### Zelfgeschreven codegedichten
Terwijl hij probeerde het gebruik van dichtcodes te reserveren voor noodgevallen, verbeterde hij hun beveiliging door algemeen bekende gedichten te vervangen door originele. Daardoor dwong hij vijandelijke cryptanalytici om elk bericht moeizaam en geheel uit te werken en niet in een keer de hele set sleutels van een agent te kunnen raden na het verbreken van de sleutel tot een enkel bericht.
Marks schreef zelf veel gedichten voor gebruik door zijn agenten. Het beroemdst werd het gedicht The Life That I Have, dat hij aan Violette Szabo gaf. Dat gedicht won nog aan populariteit toen het werd gebruikt in de film over Szabo uit 1958: Carve Her Name with Pride. Marks schreef dit gedicht met kerst in 1943. Het gaat over Ruth, een vriendin van hem die kort daarvoor was omgekomen bij een vliegtuigongeluk in Canada; men veronderstelde dat zij het petekind was van het toenmalige hoofd van SOE, sir Charles Jocelyn Hambro.

### Gestapo-activiteiten en "niet-ontcijferbaren"
Signaalzoekers van de Gestapo vormden een bedreiging voor clandestiene radio-operators en de levensverwachting van operators in het veld was daardoor gemiddeld ongeveer zes weken. Daarom was het van belang dat de codemaster minder frequent korte berichten uitzond. De stress kon ertoe leiden dat agenten fouten maakten bij het coderen van berichten. In de praktijk droeg het hoofdkwartier hun dan op om dat bericht te hercoderen en het opnieuw te verzenden. Dat laatste was gevaarlijk, zeker als dit lang duurde. Om dit probleem te tackelen richtte Marks in Grendon Underwood, Buckinghamshire een groep op, die hij trainde om verminkte ("niet-ontcijferbare") berichten via cryptoanalyse te decoderen, zodat ze in Engeland konden worden afgehandeld zonder de agent te dwingen nogmaals risicovol vanuit het veld uit te zenden.
Andere innovaties van zijn hand vereenvoudigden het coderen in het veld, hetgeen het aantal fouten verminderde en kortere berichten mogelijk maakte, zodat de transmissietijd significant werd verkort.

### "Das Englandspiel" in Nederland
Over het algemeen executeerden de Duitsers gevangen genomen radio-operators niet. Hun strategie was om hen om te turnen en vervolgens te gebruiken of anders om hun voldoende informatie te ontfutselen, zodat zij geïmiteerd konden worden. Voor de veiligheid van hele ondergrondse circuits was het daarom belangrijk te bepalen of een operator degene was voor wie hij zich uitgaf en of deze nog steeds op vrije voeten was. De beschikbare middelen voor een dergelijke controle waren echter primitief.
Marks beweert dat hij –zonder het te kunnen bewijzen– ervan overtuigd raakte dat hun SOE-agenten in Nederland waren gecompromitteerd door de Duitse contra-inlichtingendienst Abwehr. De Duitsers betitelden die operatie als "een spel" – das Englandspiel. Marks’ waarschuwingen waren echter aan dovemansoren gericht en er werden daarna nog zo’n 50 andere agenten naar Nederland gestuurd, die hun missie na een langdurige gevangenschap in concentratiekampen in 1944 met de dood moesten bekopen. De Duitse kant van deze tragedie werd in 1953 gepubliceerd door Marks’ Duitse tegenhanger in Nederland, de luitenant-kolonel Hermann Giskes, in diens boek London Calling North Pole en bevestigde Marks’ vermoedens.

### Brigadier Gubbins
In zijn boek heeft Marks het memorandum opgenomen, waarin hij zijn overtuiging omschreef dat berichten uit Nederland werden verzonden door Duitsers of door agenten die waren overgelopen. Hij voerde aan dat, ondanks de schrijnende omstandigheden, "geen enkele Nederlandse agent zo overspannen is geraakt, dat hij een fout heeft gemaakt in zijn codering." Marks moest zich hiervoor verantwoorden bij brigadier Colin Gubbins.
Beschreven door Tommy Yeo-Thomas als ‘een echte harde uit Highland, verrekte briljant, zou de volgende commandant moeten zijn’, was hij kort genoeg om mij het gevoel te geven gemiddeld te zijn, met een snor die net zo getrimd was als zijn gehele voorkomen en ogen die zijn ziel niet reflecteerden of meer van dat triviaals. De ogen van de generaal weerspiegelden de gekruiste zwaarden op zijn epauletten, als een waarschuwing om niet de degens met hem te kruisen.
Gubbins legde Marks het vuur aan de schenen. In het bijzonder wilde hij weten wie dit rapport had ingezien en wie het had getypt.
In de BBC-documentaire ‘SOE/Holland’ uit 1984 refereerde Leo Marks ook reeds aan dit gesprek en citeerde hij Gubbins als volgt: “Mr. Marks, hier mag u met niemand van de SOE over spreken. Onder geen enkele omstandigheid! Behalve met mij.”

### SIS
In 1946 werd SOE opgeheven en Marks sloeg de baan die haar opvolger SIS hem aanbood af.

## Hoorspel
In David Morley's BBC Radiohoorspel A Cold Supper Behind Harrods werd Marks gespeeld door Anton Lesser. Dit hoorspel was geïnspireerd door en gebaseerd op gesprekken tussen Marks en David Morley en gebeurtenissen die daadwerkelijk binnen SOE hadden plaatsgevonden. Aan deze productie werkten David Jason en Stephanie Cole mee, de laatste in de rol van Vera Atkins.

## Het na-oorlogse leven
Na de oorlog schreef Marks toneelstukken en films, onder meer The Girl Who Couldn't Quite! (1947), Cloudburst (1951), The Best Damn Lie (1957), Guns at Batasi (co-auteur) (1964), Sebastian (1968) en Twisted Nerve (1968).
Ook schreef Marks het script voor de film Peeping Tom van regisseur Michael Powell (1960), het verhaal over een seriemoordenaar die zijn slachtoffers filmt terwijl hij hen neersteekt. De film riep destijds een afkeer op bij de recensenten en werd beschreven als "kwaadaardig en pornografisch". Later is deze film door andere recensenten gerehabiliteerd, toen jongere regisseurs –waaronder Martin Scorsese– hun bewondering voor het script van Marks uitten. Scorsese vroeg Marks vervolgens om de stem van Satan voor zijn rekening te nemen voor zijn film The Last Temptation of Christ uit 1988.
In 1998 publiceerde Marks zijn persoonlijke weergave van zijn werk bij SOE onder de titel Between Silk and Cyanide: A Codemaker's Story 1941-1945. Het boek werd begin jaren tachtig geschreven, maar verkreeg pas in 1998 goedkeuring van de Britse overheid voor publicatie. Drie van de gedichten die in het boek zijn gepubliceerd, werden door elkaar gegooid verwerkt in het nummer "Dead Agents" van John Cale, uitgevoerd in april 1999 aan het Institute of Contemporary Arts in Londen.

## Huwelijk en overlijden
Marks huwde in 1966 de portretschilder Elena Gaussen. Dit huwelijk duurde tot hun scheiding eind 2000. Leo Marks overleed in januari 2001 aan de gevolgen van kanker.

## Verder lezen
- (en) Leo Marks (1998), Between Silk and Cyanide: A Codemaker's Story 1941-1945. HarperCollins. ISBN 9780750948357
- (en) Philippe Ganier-Raymond (1968), The Tangled Web, (Arthur Barker; [herdruk]: Warner Paperback. ISBN 0-446-65934-7, oorspronkelijk gepubliceerd in het Frans als Le Réseau Étranglé). Een van de centrale verhalen in het boek van Marks, het verraad van het Nederlandse SOE-netwerk, wordt verteld vanuit het Nederlandse en Duitse perspectief.
- (en) Giskes, Hermann J. (1953/2015). London Calling North Pole: The True Revelations of a German Spy. Echo Point Books & Media. ISBN 9781626541832.